# Anthology Tour (The Hits Live)
Anthology Tour (The Hits Live) é um álbum ao vivo da banda britânica McFly. Foi lançada nos formatos de download digital e streaming em 2 de dezembro de 2016. Uma versão deluxe em um box set com cinco CDs, um DVD, livro e outros acessórios será lançado em 12 de dezembro de 2016.

## Antecedentes
O álbum contém registro da turnê "Anthology Tour", onde a banda apresentou todos as músicas de seus cinco álbuns de estúdio: "Room on the 3rd Floor" (2004), "Wonderland" (2005), "Motion in the Ocean" (2006), "Radio:Active" (2008) e "Above the Noise" (2010).

## Lançamento e versões
Em 2 de dezembro de 2016, foram lançadas duas versões do álbum: a primeira com 14 sucessos selecionados da banda nos formatos de download digital, streaming e CD, e a segunda um CD de três discos com 67 faixas e um vídeo com bastidores no formato de download digital.
Em 12 de dezembro, será lançada uma versão de luxo limitada em duas mil unidades contendo:
- 5 CDs contendo as gravações ao vivo de cada álbum;
- CD bônus "Lads Lads Lads – literally on tour (Banter)";
- Livro de capa dura de 60 páginas com fotos dos bastidores e shows da turnê;
- Documentário em DVD com imagens exclusivas dos bastidores filmadas durante a turnê, juntamente com uma entrevista com a banda;
- Par de baquetas assinadas (da mesma marca usada por Harry Judd);
- Conjunto de palhetas exclusivas desenhadas por Tom, Dougie e Danny;
- Crachá laminado com cordão utilizados na turnê;
- Papel com o repertório da turnê.

## Lista de faixas
| Anthology Tour (The Hits Live) – Edição padrão |                         |                                                            |         |  |
| N.º                                            | Título                  | Compositor(es)                                             | Duração |  |
| 1.                                             | "5 Colours In Her Hair" | Tom Fletcher Danny Jones James Bourne                      | 4:21    |  |
| 2.                                             | "Obviously"             | Fletcher Jones Bourne                                      | 3:29    |  |
| 3.                                             | "Room on the 3rd Floor" | Fletcher Jones                                             | 3:47    |  |
| 4.                                             | "All About You"         | Fletcher                                                   | 3:26    |  |
| 5.                                             | "I'll Be OK"            | Fletcher Jones Dougie Poynter                              | 3:38    |  |
| 6.                                             | "Ultraviolet"           | Fletcher Jones                                             | 3:47    |  |
| 7.                                             | "Please, Please"        | Fletcher Jones Jason Perry Julian Emery Poynter Harry Judd | 3:16    |  |
| 8.                                             | "Star Girl"             | Fletcher Jones Perry Emery Poynter Judd Daniel Carter      | 4:23    |  |
| 9.                                             | "Transylvania"          | Fletcher Poynter                                           | 4:46    |  |
| 10.                                            | "The Heart Never Lies"  | Fletcher                                                   | 6:09    |  |
| 11.                                            | "One for the Radio"     | Fletcher                                                   | 3:18    |  |
| 12.                                            | "Lies"                  | Fletcher Jones Poynter                                     | 4:01    |  |
| 13.                                            | "Shine a Light"         | Fletcher Jones Dallas Austin Alan Nglish Taio Cruz         | 4:28    |  |
| 14.                                            | "Love Is Easy"          | Fletcher Jones Poynter Antony Brant                        | 3:45    |  |

| Anthology Tour (Deluxe Edition Live) – Disco 1 |                                             |                                          |         |  |
| N.º                                            | Título                                      | Compositor(es)                           | Duração |  |
| 1.                                             | "5 Colours In Her Hair"                     | Tom Fletcher Danny Jones James Bourne    | 4:21    |  |
| 2.                                             | "Obviously"                                 | Fletcher Jones Bourne                    | 3:29    |  |
| 3.                                             | "Room on the 3rd Floor"                     | Fletcher Jones                           | 3:47    |  |
| 4.                                             | "That Girl"                                 | Fletcher Bourne Jones                    | 3:41    |  |
| 5.                                             | "Hypnotised"                                | Fletcher Jones Dougie Poynter Harry Judd | 3:16    |  |
| 6.                                             | "Saturday Night"                            | Fletcher Jones Poynter Judd              | 2:56    |  |
| 7.                                             | "Met This Girl"                             | Fletcher Jones Poynter Judd              | 2:44    |  |
| 8.                                             | "She Left Me"                               | Fletcher Jones Poynter Judd              | 3:44    |  |
| 9.                                             | "Down By the Lakes"                         | Fletcher Bourne                          | 2:43    |  |
| 10.                                            | "Unsaid Things"                             | Fletcher Bourne                          | 3:37    |  |
| 11.                                            | "Surfer Babe"                               | Fletcher Bourne                          | 3:10    |  |
| 12.                                            | "Not Alone"                                 | Jones                                    | 4:11    |  |
| 13.                                            | "Broccoli"                                  | Fletcher Jones Bourne                    | 3:51    |  |
| 14.                                            | "Love Is on the Radio"                      | Fletcher Jones Bourne                    | 4:05    |  |
| 15.                                            | "Love Is Easy"                              | Fletcher Jones Poynter Antony Brant      | 3:45    |  |
| 16.                                            | "No Worries"                                | Fletcher Charlie Simpson Borune          | 3:55    |  |
| 17.                                            | "Silence Is a Scary Sound"                  | Poynter                                  | 3:39    |  |
| 18.                                            | "The Heart Never Lies" (Live in Manchester) | Fletcher                                 | 3:39    |  |

| Anthology Tour (Deluxe Edition Live) – Disco 2 |                                          |                                                |         |  |
| N.º                                            | Título                                   | Compositor(es)                                 | Duração |  |
| 1.                                             | "I'll Be OK"                             | Fletcher Jones Poynter                         | 3:38    |  |
| 2.                                             | "I've Got You"                           | Fletcher Jones Graham Gouldman                 | 3:17    |  |
| 3.                                             | "Ultraviolet"                            | Fletcher Jones                                 | 3:47    |  |
| 4.                                             | "The Ballad of Paul K"                   | Fletcher Jones Poynter                         | 3:15    |  |
| 5.                                             | "I Wanna Hold You"                       | Fletcher Jones Poynter                         | 3:04    |  |
| 6.                                             | "Too Close For Comfort"                  | Fletcher Jones Poynter                         | 5:22    |  |
| 7.                                             | "All About You"                          | Fletcher                                       | 3:36    |  |
| 8.                                             | "She Falls Asleep"                       | Fletcher                                       | 4:36    |  |
| 9.                                             | "Don't Know Why"                         | Jones Vicky Jones                              | 4:07    |  |
| 10.                                            | "Nothing"                                | Fletcher Bourne                                | 4:14    |  |
| 11.                                            | "Memory Lane"                            | Fletcher Bourne                                | 4:14    |  |
| 12.                                            | "We Are the Young"                       | Fletcher Jones Perry Emery Bourne              | 4:08    |  |
| 13.                                            | "Star Girl"                              | Fletcher Jones Perry Emery Poynter Judd Carter | 4:23    |  |
| 14.                                            | "Please, Please"                         | Fletcher Jones Perry Emery Poynter Judd        | 3:16    |  |
| 15.                                            | "Sorry's Not Good Enough"                | Fletcher Jones Perry Emery Poynter             | 4:30    |  |
| 16.                                            | "Bubble Wrap"                            | Fletcher                                       | 5:11    |  |
| 17.                                            | "Transylvania"                           | Fletcher Poynter                               | 4:46    |  |
| 18.                                            | "Lonely"                                 | Fletcher Bourne                                | 3:51    |  |
| 19.                                            | "Little Joanna"                          | Fletcher Jones Poynter Matthew Fletcher        | 4:14    |  |
| 20.                                            | "Friday Night"                           | Fletcher Jones Perry Emery Poynter Carter      | 3:37    |  |
| 21.                                            | "Walk In the Sun"                        | Fletcher Jones                                 | 4:09    |  |
| 22.                                            | "Home Is Where the Heart Is"             | Fletcher Jones Perry                           | 4:44    |  |
| 23.                                            | "Don't Stop Me Now"                      | Freddie Mercury                                | 3:32    |  |
| 24.                                            | "The Heart Never Lies" (Live in Glasgow) | Fletcher                                       | 6:11    |  |

| Anthology Tour (Deluxe Edition Live) – Disco 3 |                                                                          |                                                               |         |  |
| N.º                                            | Título                                                                   | Compositor(es)                                                | Duração |  |
| 1.                                             | "Lies"                                                                   | Fletcher Jones Poynter                                        | 4:01    |  |
| 2.                                             | "One for the Radio"                                                      | Fletcher                                                      | 3:18    |  |
| 3.                                             | "Everybody Knows"                                                        | Fletcher Jones Poynter Bourne                                 | 3:15    |  |
| 4.                                             | "Do Ya"                                                                  | Fletcher Jones Poynter Bourne                                 | 2:51    |  |
| 5.                                             | "Falling in Love"                                                        | Fletcher Jones Perry                                          | 4:01    |  |
| 6.                                             | "POV"                                                                    | Fletcher                                                      | 3:51    |  |
| 7.                                             | "Corrupted"                                                              | Fletcher Lauren Christy Graham Edwards Scott Spock Gary Clark | 3:38    |  |
| 8.                                             | "Smile"                                                                  | Fletcher                                                      | 3:34    |  |
| 9.                                             | "The End"                                                                | Fletcher Christy Edwards Spock Clark                          | 3:44    |  |
| 10.                                            | "Going Though the Motions"                                               | Fletcher Jones Poynter                                        | 3:33    |  |
| 11.                                            | "Down Goes Another One"                                                  | Fletcher Jones Poynter                                        | 4:06    |  |
| 12.                                            | "Only the Strong Survive"                                                | Fletcher Perry                                                | 3:30    |  |
| 13.                                            | "The Last Song"                                                          | Fletcher Jones Poynter                                        | 5:13    |  |
| 14.                                            | "End of the World"                                                       | Fletcher Jones Poynter Austin                                 | 3:38    |  |
| 15.                                            | "Party Girl"                                                             | Fletcher Jones Poynter Austin                                 | 3:26    |  |
| 16.                                            | "If U C Kate"                                                            | Austin Taio Cruz Nglish JC Chasez                             | 4:00    |  |
| 17.                                            | "Shine a Light"                                                          | Fletcher Jones Austin Nglish Cruz                             | 4:28    |  |
| 18.                                            | "I'll Be Your Man"                                                       | Fletcher Jones Austin                                         | 5:35    |  |
| 19.                                            | "Nowhere Left To Run"                                                    | Fletcher Jones Poynter Cruz                                   | 3:29    |  |
| 20.                                            | "I Need a Woman"                                                         | Fletcher Jones Poynter                                        | 4:14    |  |
| 21.                                            | "That's the Truth"                                                       | Fletcher Jones Poynter Austin Judd                            | 3:52    |  |
| 22.                                            | "Take Me There"                                                          | Fletcher Jones Poynter Austin Judd                            | 4:08    |  |
| 23.                                            | "This Song"                                                              | Fletcher Jones Austin                                         | 4:06    |  |
| 24.                                            | "Foolish"                                                                | Fletcher Jones Austin Naz Tokio                               | 4:24    |  |
| 25.                                            | "The Heart Never Lies / Behind the Scenes" (vídeo bônus da iTunes Store) |                                                               | 8:11    |  |

## Histórico de lançamento
| Região     | Data                   | Formato(s)                    | Gravadora     |
| ---------- | ---------------------- | ----------------------------- | ------------- |
| Mundo      | 2 de dezembro de 2016  | CD download digital streaming | Super Records |
| Inglaterra | 12 de dezembro de 2016 | box set deluxe                | Super Records |